# 한국동박새
한국동박새(韓國---)는 참새목 동박새과의 한 종으로, 한국에서는 남부 해안이나, 섬 등지에 서식하는 텃새이다. 배는 흰 색이며, 적갈색 얼룩이 있는 것이 동박새와 구별되는 특징으로, 나머지는 연두색을 띤다. 또, 흰 눈테를 가지고 있다. 동백꽃과 공생관계로, 동백꽃의 꿀을 먹으며 수정을 해준다.
동박새는 동백꽃의 꿀을 무척 좋아해서 원래는 ‘동백새’라고 불렀다고 한다. 혀 끝에 붓모양의 돌기가 있어서 꿀을 빨 때 편리하다. 둥지는 나뭇가지 위에 소쿠리모양으로 만드는데, 천적을 막아주는 가시가 많은 가시오가피 나무가 동박새가 좋아하는 둥지터이다. 둥지는 이끼와 식물의 뿌리, 깃털 등으로 만들며, 재료가 부족할 때는 인공재료로 둥지를 만들기도 한다.